# تیموتی شالامی
تیموتی هال شالامِی (انگلیسی: Timothée Hal Chalamet؛ زادهٔ ۲۷ دسامبر ۱۹۹۵) بازیگر آمریکایی-فرانسوی است. او کارش را در نوجوانی با حضور در تلویزیون آغاز کرد و در سال ۲۰۱۲ در مجموعهٔ درام میهن حضور یافت. نخستین حضور سینمایی او در کمدی-درام مردان، زنان و کودکان در سال ۲۰۱۴ بود. شالامی همان سال در فیلم علمی-تخیلی میان‌ستاره‌ای ساختهٔ کریستوفر نولان حضور داشت. شالامی با بازی در نقش اصلی نوجوانی دل‌باخته در فیلم مرا با نامت صدا کن (۲۰۱۷) نگاه‌ها را در عرصهٔ بین‌المللی به خود جلب کرد و نامزد دریافت جایزهٔ اسکار بهترین بازیگر مرد شد.
در کنار نقش‌های مکمل در فیلم‌های لیدی برد (۲۰۱۷) و زنان کوچک (۲۰۱۹)، او نقش اصلی نیک شف در درام زندگی‌نامه‌ای پسر زیبا (۲۰۱۸) و آدم‌خواری جوان در فیلم جاده‌ای استخوان‌ها و همه (۲۰۲۲) را بازی کرد. شالامی سپس در فیلم‌های پربودجه حضور یافت و نقش پل اتریدیز در فیلم علمی-تخیلی تلماسه (۲۰۲۱) و دنباله‌اش تلماسه: بخش دو (۲۰۲۴) و ویلی وانکا در فیلم فانتزی موزیکال وانکا (۲۰۲۳) را بازی کرد. او بابت به‌تصویر کشیدن باب دیلن در درام زندگی‌نامه‌ای یک ناشناخته کامل (۲۰۲۴) برای بار دوم نامزد جایزهٔ اسکار بهترین بازیگر مرد شد.
شالامی در تئاتر نیز حضور داشته است. خارج از عرصهٔ سینما، رسانه‌های گوناگونی از او به‌عنوان نماد جذابیت و نماد مد یاد کرده‌اند.

## اوایل زندگی و تحصیلات
شالامی در منطقهٔ هلزکیچن منهتن زاده شد. پدر فرانسوی او زادهٔ لیل فرانسه ولی اصالتش به نیم (شهر) فرانسه است و مادرش از یهودی‌های آمریکایی است که اجدادش به یهودی‌های روسی و اتریشی برمی‌گردد که به نیویورک مهاجرت کرده‌اند. شالامی شهروندی فرانسوی-آمریکایی دارد.
او از مؤسسهٔ هنرهای جوانان دانش‌آموخته شده است و با توصیه‌ها و مشورت‌های کلیر دانس هم‌بازی‌اش در سریال هوملند مستقیماً پس از دبیرستان برای حضور در دانشگاه کلمبیا نام‌نویسی کرد. اما پس از گذشت یکسال و بخاطر راحت‌تر پیگیری کردن حرفهٔ بازیگری‌اش به دانشگاه نیویورک رفت.

## حرفه

### ۲۰۰۸–۲۰۱۶: نقش‌های نخست

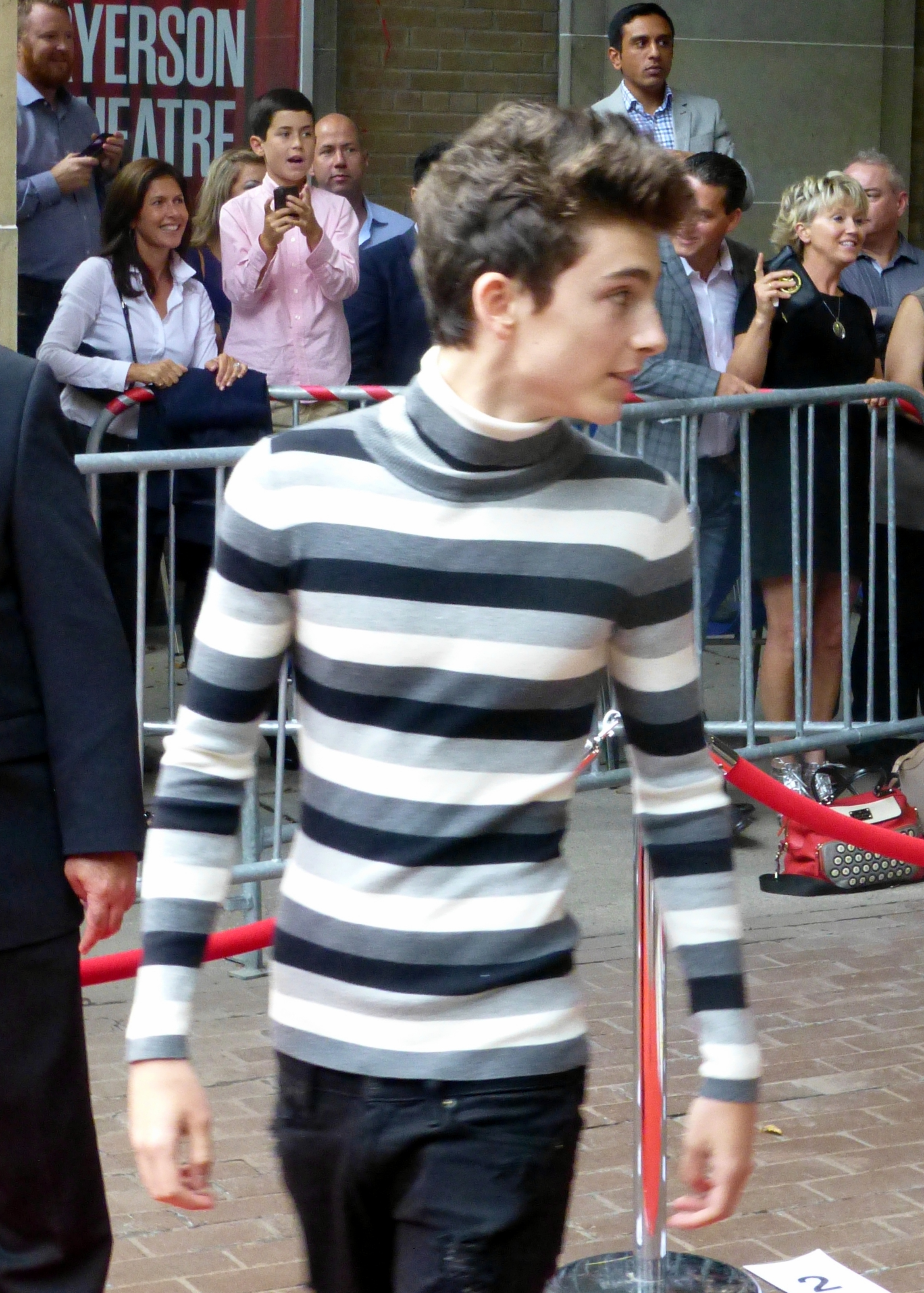
شالامی در جشنواره بین‌المللی فیلم تورنتو ۲۰۱۴

در کودکی، شالامی در چندین آگهی تبلیغاتی ظاهر شد و در دو فیلم کوتاه ترسناک به نام‌های Sweet Tooth و Clown بازی کرد؛ او نخستین حضور تلویزیونی خود را در قسمتی از سریال پلیسی طولانی‌مدت نظم و قانون (۲۰۰۹) در نقش قربانی قتل تجربه کرد. او این کار را با نقشی کوچک در فیلم تلویزیونی عاشق لیا (۲۰۰۹) دنبال کرد. او در سال ۲۰۱۱ حضور در تئاتر را با نمایش آف برادوی The Tall تجربه کرد؛ این نمایش کمدی بلوغ در دههٔ ۱۹۷۰ جریان دارد که او در آن نقش نوجوان ۱۲ ساله از لحاظ جنسی کنجکاو را بازی کرد. منتقد تئاتر ارشد نیویورک دیلی نیوز نوشت: «شالامی به طرز سرگرم‌کننده‌ای کنجکاوی‌های بیدارکننده یک نوجوان در مورد رابطهٔ جنسی را به تصویر می‌کشد». در سال ۲۰۱۲، او نقش‌های تکرارکننده‌ای در سریال درام دردهای سلطنتی و سریال هیجان‌انگیز هوملند داشت که در آن نقش فین والدن، پسر سرکش معاون رئیس‌جمهور را بازی کرد. شالامی همراه با دیگر بازیگران نامزد جایزه انجمن بازیگران فیلم برای بهترین گروه بازیگران شد.
در سال ۲۰۱۴، شالامی نخستین فیلم بلند خود را با نقش کوچکی در فیلم مردان، زنان و کودکان ساختهٔ جیسون ریتمن را بازی کرد. در همان سال او نقش تام کوپر، پسر شخصیت متیو مک‌کانهی، را در میان‌ستاره‌ای اثر کریستوفر نولان بازی کرد. این فیلم نقدهای مثبتی دریافت کرد و منتقدان از اجرای بازیگران تمجید کردند و نیز بیش از ۷۰۰ میلیون دلار در سراسر جهان فروخت. همچنین در آن سال، شالامی در فیلم بدترین دوستان نقش مکملی داشت؛ این کمدی اکران محدودی در سینما داشت و نقدهای مثبتی دریافت کرد. سال بعد، شالامی در فیلم هیجان‌انگیز یک و دو ساخته اندرو دروز پالرمو با دیگران هم‌بازی شد که در جشنواره بین‌المللی فیلم برلین به نمایش درآمد و نقدهای متفاوتی دریافت کرد. کار بعدی او بازی در نقش نسخهٔ نوجوان شخصیت جیمز فرانکو، یعنی استیون الیوت، در فیلم خاطرات آدرال بود. آخرین نقش شالامی در سال ۲۰۱۵، نقش چارلی کوپر، نوهٔ عبوس شخصیت‌های دایان کیتون و جان گودمن در کمدی کریسمسی عاشق کوپرها باش بود که این فیلم با نقدهای منفی روبه‌رو شد.
در سال ۲۰۱۶، شالامی نقش جیم کوین را در نمایش زندگی‌نامه‌ای پسر ولگرد در کلاب تئاتر منهتن بازی کرد. او را نمایشنامه‌نویس و کارگردان آن جان پاتریک شانلی و تهیه‌کننده اسکات رودین برای این نقش برگزید. فضای این نمایش در ۱۹۶۳ جریان داشت و او در آن نقش بچهٔ غیرقابل معاشرت اهل برانکس در دبیرستان پیش‌دانشگاهی با اعتبار در نیوهمپشایر را بازی کرد. اجرای او مورد تحسین قرار گرفت و برای اوجایزه لوسیل لورتل برای بهترین بازیگر نقش اول در نمایش و همچنین نامزدی جایزه دراما لیگ برای اجرای برجسته را به ارمغان آورد. شالامی همچنین در فیلم خانم استیونز در نقش دانشجوی مشکل‌دار به‌نام بیلی میتمن با لی‌لی ریب هم‌بازی شد. استیون فاربر در هالیوود ریپورتر، بازیگری شالامی را «قانع‌کننده» و «شگفت‌آور» توصیف کرد و سخنرانی شخصیت او از نمایش مرگ فروشنده را یکی از بهترین‌هایی نامید که تا به حال دیده است. استیون هولدن در نیویورک تایمز او را با جیمز دین مقایسه کرد.

### ۲۰۱۷–۲۰۲۰: نقش برجسته و شهرت

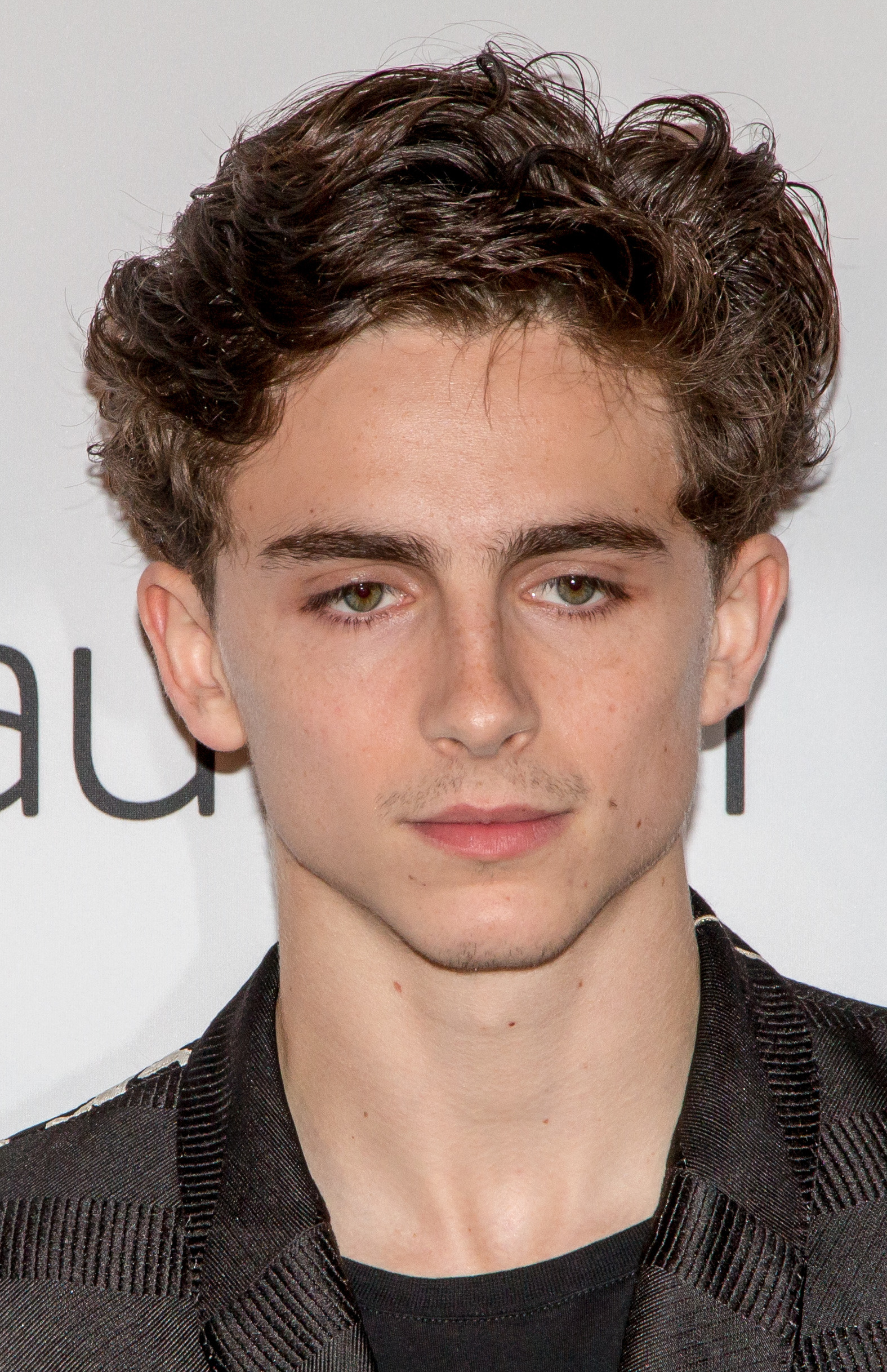
شالامی در جشنواره بین‌المللی فیلم تورنتو ۲۰۱۸

شالامی پس از سه سال دخیل بودن در پروژه، نقش اصلی مرا با نامت صدا کن (که بر پایهٔ رمان به همین نام اثر آندره اسیمن بود) ساختهٔ لوکا گوادانینو را بازی کرد. داستان حول محور مرد جوانی به‌نام الیو پرلمن است که طی دههٔ ۱۹۸۰ در ایتالیا زندگی می‌کند و عاشق دانشجویی به‌نام الیور (آرمی همر) می‌شود که به خانهٔ او آمده بود. شالامی در هنگام آماده‌سازی، زبان ایتالیایی و همچنین نواختن پیانو و گیتار را آموخت. مرا با نامت صدا کن نخستین بار در جشنواره فیلم ساندنس ۲۰۱۷ به نمایش درآمد و با تحسین منتقدان روبه‌رو شد. منتقدان به‌ویژه بر اجرای شالامی تأکید داشتند. اولی ریچاردز در امپایر نوشت: «در فیلمی که در آن هر اجرا فوق‌العاده است، شالامی بقیه را طوری جلوه می‌دهد که در حال بازیگری هستند. او به تنهایی باعث می‌شود فیلم ارزش دیدن داشته باشد.» هالیوود ریپورتر نام شالامی را در فهرست بهترین اجراهای سال این مجله گنجاند. تایم و نیویورک تایمز نیز او را در چنین فهرست‌هایی گنجاندند. او جایزه فیلم مستقل گاتهام برای بازیگر نقش اول مرد و جایزه ایندیپندنت اسپیریت برای بهترین بازیگر نقش اول مرد را کسب کرد و به‌علاوه نامزد دریافت جوایز گلدن گلوب، بفتا، و اسکار بهترین بازیگر مرد شد. او سومین شخص جوانی است که نامزد اسکار بهترین بازیگر مرد شده است.
شالامی در شب‌های داغ تابستان (۲۰۱۷)، نقش دنیل، نوجوانی ناخوشایند، را بازی کرد که در طول تابستان درگیر تجارت مواد مخدر می‌شود. این فیلم در سال ۲۰۱۸ اکران محدودی در سینما داشت و نقدهای متفاوتی از سوی منتقدان دریافت کرد، اگرچه شالامی از سوی منتقد ونتی فر مورد تحسین قرار گرفت؛ این منتقد توانایی درکِ دیگران در اجرایش را «چیز ویژه‌ای» خواند. بعداً در همان سال ۲۰۱۷، او نقش کایل شیبل، یک مدگرای ثروتمند در یک گروه موسیقی و معشوقهٔ شخصیت سرشه رونان را در لیدی برد ساختهٔ گرتا گرویگ بازی کرد. منتقدان گروه بازیگران فیلم را ستودند و تای بور از بوستون گلوب توجه ویژه‌ای به اجرای «سرگرم‌کننده» شالامی داشت. شالامی در آخرین فیلم خود در سال ۲۰۱۷، یعنی وسترن متخاصمان اثر اسکات کوپر، نقش سرباز جوانی به نام فیلیپ دژاردین را در کنار کریستین بیل بازی کرد.
در سال ۲۰۱۸، شالامی به آکادمی علوم و هنرهای تصاویر متحرک پیوست. بعداً در همان سال، او در درام پسر زیبا نقش نیک شف، نوجوانی معتاد به مت‌آمفتامین را بازی کرد که با پدرش، روزنامه‌نگار دیوید شف (با بازی استیو کرل) رابطهٔ پرتنشی دارد. این فیلم به کارگردانی فیلیکس ون گرینینگن، بر پایهٔ خاطرات نیک شف ساخته شد. اووِن گیلبرمن از ورایتی آن را با اجرای شالامی در مرا با نامت صدا کن مقایسه کرد. او نامزد جوایز بهترین بازیگر نقش مکمل مرد در از گلدن گلوب، انجمن بازیگران فیلم و بفتا شد.
سال بعد، شالامی در کمدی عاشقانهٔ یک روز بارانی در نیویورک اثر وودی آلن بازی کرد. جنبش من هم باعث فراگیری مجدد ادعای سوء استفاده جنسی علیه آلن شد. شالامی گفت که به‌دلیل تعهدات قراردادی قادر به پاسخگویی به پرسش‌های وابسته به همکاری با آلن نیست. هافینگتون پست یک کپی از قرارداد شالامی به دست آورد که این موضوع را مورد مناقشه قرار داد. شالامی دستمزد خود را به مؤسسات خیریهٔ دیگر بس است، مرکز دگرباشان جنسی نیویورک، و RAINN اهدا کرد، و برای تبلیغ این فیلم کاری انجام نداد. وودی آلن در کتاب خاطرات سال ۲۰۲۰ خود ادعا کرد شالامی به خواهر وودی آلن، لتی آرونسون گفته است که او فقط در تلاش برای بهبود شانس بردن جایزه اسکار برای مرا با نامت صدا کن وودی آلن را نکوهیده است.
شالامی در ادامه نقش هنری پنجم انگلستان (شاهزاده‌ای که در جوانی پادشاه انگلستان می‌شود) را در درام تاریخی پادشاه ساختهٔ دیوید می‌شد به تصویر کشید. او در سومین اکران سینمایی خود در سال ۲۰۱۹، نقش نوجوانی عاشق به‌نام تئودور «لوری» لارنس را در زنان کوچک (اقتباسی از رمان لوییزا می الکات به همین نام) به تصویر کشید. این فیلم که دومین همکاری او با گرویگ و رونان بود، مورد تحسین منتقدان قرار گرفت، که دو تن از آنها — پیتر ترورز از رولینگ استون و ان هورنادی از واشینگتن پست — نیز اجرای شالامی را تحسین کردند. ترورز خاطرنشان کرد که این بازیگر نقش را با «جذابیت ذاتی و آسیب‌پذیری تاثیربرانگیز» به تصویر می‌کشد، در حالی که هورنادی به اجرای باوقار و شوخ او تأکید کرد. شالامی در سال ۲۰۲۰ میزبان قسمتی از برنامهٔ پخش زنده شنبه شب بود.

### ۲۰۲۱–اکنون: بازیگر مطرح
در سال ۲۰۲۱، شالامی نقش انقلابی دانشجویی را در کمدی-درام گزارش فرانسوی ساختهٔ وس اندرسن ایفا کرد. این فیلم نخستین نمایش جهانی خود را در جشنواره فیلم کن ۲۰۲۱ داشت و در آن‌جا نقدهای مثبتی گرفت. اندرسون این نقش را با در نظر گرفتن شالامی نوشت. برایانا زیگلر از پیست متوجه شد که او «کاملاً با مداری فکری به‌شدت مشخص اندرسون هماهنگ است». شالامی در اقتباس سینمایی دنی ویلنوو از رمان علمی تخیلی تلماسه، نقش شخصیت اصلی پل اتریدیز را بازی کرد. این فیلم در هفتاد و هشتمین جشنواره بین‌المللی فیلم ونیز با نقدهای ضد و نقیضی به نمایش درآمد، اما نامزد دریافت ۱۰ جایزه اسکار شد. ویلنوو با بیان اینکه شالامی تنها انتخاب او برای این نقش بود، بیان کرد: «می‌خواستم تماشاگران باور کنند که این مرد جوان می‌تواند یک سیاره کامل را رهبری کند.» لوئیس نایت در دیلی میرور نوشت که شالامی با این فیلم جایگاه خود را به مرد نقش اول هالیوود ارتقا می‌دهد. تلماسه بیش از ۴۰۰ میلیون دلار در سراسر جهان به دست آورد و یکی از پردرآمدترین فیلم‌های سال شناخته شد. شالامی در آخرین نقش سال خود، در فیلم کمدی بالا رو نگاه نکن ساختهٔ آدام مک‌کی نقش یک اسکیت‌باز پانک را بازی کرد. این فیلم نقدهای متفاوتی از منتقدان دریافت کرد. جاستین چنگ از لس آنجلس تایمز، شالامی را در نقش کوتاهش «به‌طرز دلنشینی خالص» توصیف کرد.

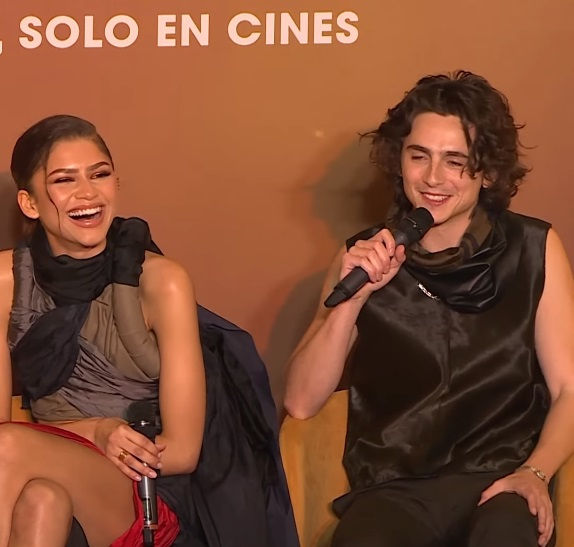
زندایا و شالامی در حال تبلیغ تلماسه: بخش دو در سال ۲۰۲۴

شالامی در فیلم جاده‌ای استخوان‌ها و همه (۲۰۲۲) که در آن مقابل تیلور راسل نقش یک پسر آدم‌خوار را بازی کرد، دوباره با گوادانینو کار کرد. این پروژه نخستین اقدام تهیه‌کنندگی او بود و شالامی گوادانینو را مسئول راهنمایی او در این فرایند دانست. استخوان‌ها و همه در هفتاد و نهمین دوره جشنواره بین‌المللی فیلم ونیز به نمایش درآمد. لیلا لطیف در ایندی‌وایر کشش متقابل بین شالامی و راسل را ستود و به «توانایی تقریباً بی‌نظیر او در گریستن ملایم» تأکید داشت، و جان فِروش در هالیوود ریپورتر افزود که «شالامی به ما یادآوری کرد که چرا او بهترین بازیگر نسل خود است». در همان سال، او صداپیشگی پویانمایی بزرگسالان درون‌کهکشانی را به عهده گرفت.
در سال ۲۰۲۳، شالامی برای دومین بار میزبان پخش زنده شنبه شب بود. او سپس در فیلم موزیکال وانکا به کارگردانی پل کینگ نقش ویلی ونکا را ایفا کرد که برای آن ۹ میلیون دلار دستمزد گرفت. شالامی تنها انتخاب کینگ برای این نقش بود. کینگ پس از دیدن نمایش‌های دبیرستانی او در یوتیوب که مهارت‌های آوازخوانی و رقص او را ثابت می‌کرد، شالامی را بدون گرفتن آزمون بازیگری انتخاب کرد. شالامی هفت ترانه برای موسیقی متن فیلم اجرا گرفت. اجرای او در این فیلم نامزدی جایزه گلدن گلوب بهترین بازیگر مرد را به دنبال داشت. وانکا بیش از ۶۲۸ میلیون دلار در سرتاسر جهان فروخت و پرفروش‌ترین فیلم با بازی شالامی در نقش اصلی شد. سال بعد، او بار دیگر نقش پل اتریدیز را در دنبالهٔ فیلم تلماسه با عنوان تلماسه: بخش دو بازی کرد. ورایتی گزارش داد که موفقیت فیلم وانکا و تلماسه: بخش دو در گیشه، شالامی را به عنوان ستاره‌ای قابل توجه معرفی کرد. بلافاصله پس از آن، شالامی قراردادی با استودیو برادران وارنر امضا کرد تا فیلم‌های بیشتری را بازی و تهیه‌کنندگی کند.
شالامی در ادامه موسیقی‌دان باب دیلن را در فیلم زندگی‌نامه‌ای یک ناشناخته کامل به کارگردانی جیمز منگولد به تصویر کشید. فیلم‌برداری در مارس ۲۰۲۴، چهار سال پس از آغاز آماده‌سازی او برای بازی در این نقش آغاز شد. این پروژه دومین کار تهیه‌کنندگی او بود.

## تصویر عمومی و مد

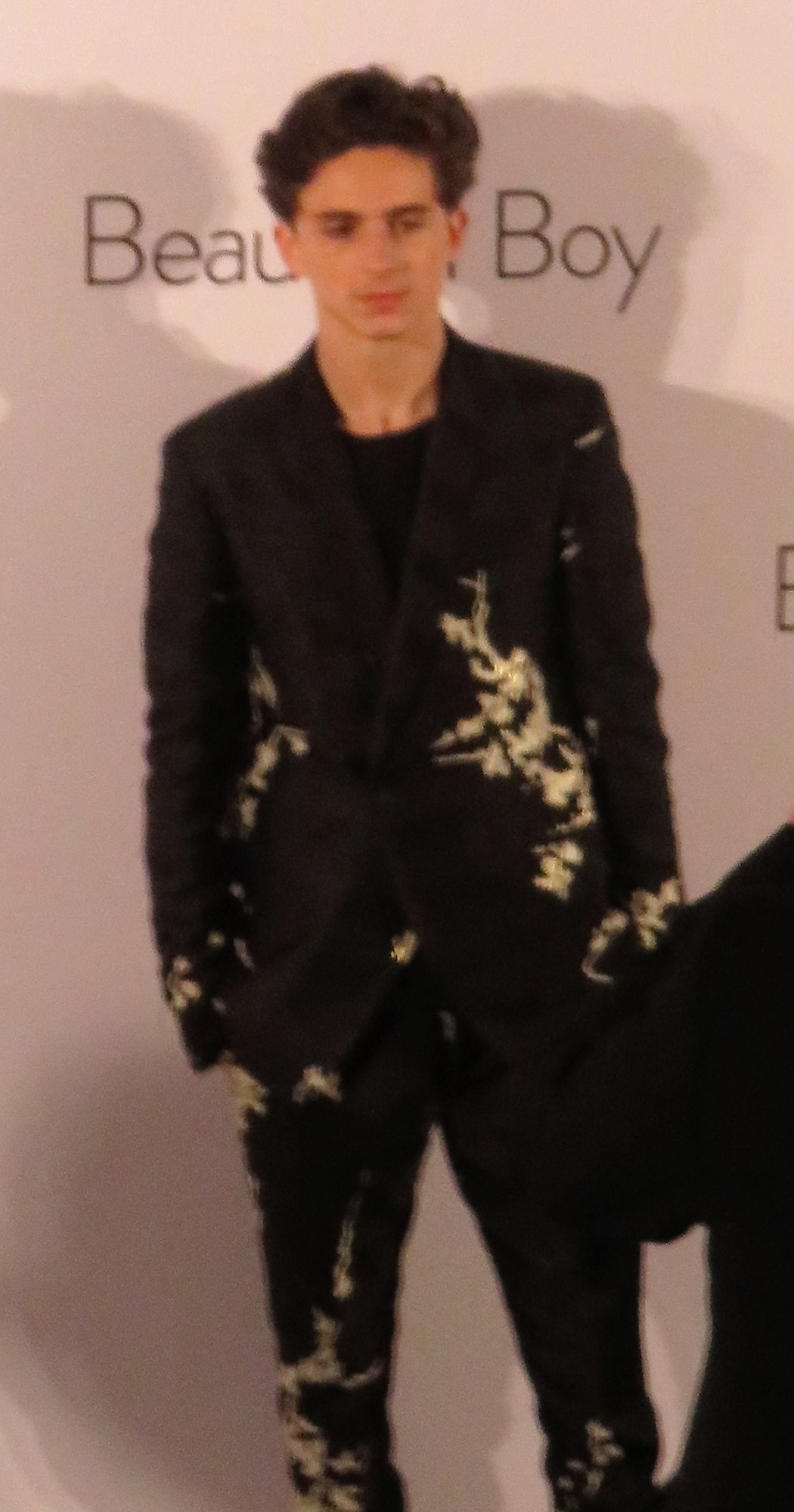
شالامی در افتتاحیهٔ پسر زیبا در سال ۲۰۱۸

برخی از نشریات، شالامی را یکی از با استعدادترین بازیگران نسل خود می‌دانند. کنت تورن از لس آنجلس تایمز با اشاره به نقش‌آفرینی شالامی در پسر زیبا نوشت «او ممکن است بازیگر مرد نسل خود باشد.» در سال ۲۰۱۸، نام او در فهرست ۳۰ شخص زیر ۳۰ سال هالیوود و سرگرمی فوربز گنجانده شد.
شالامی از سوی رسانه‌ها به‌عنوان نماد جذابیت و نماد مد شناخته شده است. موها، زاویه فک و ظاهر آندروجینی شالامی به عنوان خصلت‌های بارز او مورد توجه قرار گرفته‌اند. وگ او را تأثیرگذارترین مرد در مد سال ۲۰۱۹ معرفی کرد. در سال ۲۰۲۰، جی‌کیو او را خوش‌پوش‌ترین مرد جهان رتبه‌بندی کرد، و در سال ۲۰۲۳، شالامی از سوی خوانندگان جی‌کیو به‌عنوان خوش‌سبک‌ترین مرد سال انتخاب شد.
شالامی در کنار بیلی آیلیش، نائومی اوساکا و آماندا گورمن یکی از روسای مشترک مت گالا ۲۰۲۱ بود. این رویداد بخشی از نمایشگاه آمریکا: واژگان مد متعلق به مؤسسه لباس بود. در همان سال، شالامی سفیر برند کارتیه شد. او همچنین با حیدر آکرمن برای طراحی یک هودی همکاری کرد که ۱۰۰ درصد عواید آن به سازمان فرانسوی افغانستان لیبر اختصاص یافت که حول محور حفظ حقوق زنان در افغانستان متمرکز است.
در نود و چهارمین دوره جوایز اسکار، شالامی یک کت لویی ویتون پولک‌دار از مجموعه لباس‌های زنانه نیکولا گسکیه بدون زیر پیراهنی پوشید. مجلهٔ دبلیو اعلام کرد که او با این کار «قانون پوشش اسکار آقایان را برای همیشه بازنویسی کرده است». این مجله به لباسی که فراتر از مرزهاست و «خطوط شکاف جنسیتی سنتی مد را محو کرد» تأکید داشت. او سپس روی جلد نسخه چاپی اکتبر ۲۰۲۲ وگ بریتانیا ظاهر شد و نخستین مرد انفرادی شد که این کار را در تاریخ مجله انجام داد.

## زندگی شخصی
شالامی در نیویورک و کالیفرنیا زندگی می‌کند. با وجود پوشش قابل توجه از سوی رسانه‌ها، او به ندرت در خصوص جنبه‌های عاشقانه زندگی شخصی خود صحبت می‌کند. او از آوریل ۲۰۲۳ با کایلی جنر در رابطه است.
شالامی از طرفداران مشتاق ورزش است و در جوانی آرزو داشت که بازیکن حرفه‌ای فوتبال شود. او حامی مادام‌العمر نیویورک نیکس و تیم فوتبال سن-اتین فرانسه است. شالامی در پانزده سالگی یک کانال یوتیوب به نام ModdedController360 راه‌اندازی کرد که در آن کنترلرهای اکس‌باکس ۳۶۰ که به‌دست خودش سفارشی شده بود را در معرض دید قرار می‌داد.
شالامی از موسیقی هیپ هاپ لذت می‌برد و کید کادی را در کنار بازیگران لئوناردو دی‌کاپریو و واکین فینیکس، بزرگ‌ترین منبع الهام در حرفهٔ خود می‌داند.

## فیلم‌شناسی

### فیلم
| سال  | عنوان                    | نقش                  | توضیحات          |
| ---- | ------------------------ | -------------------- | ---------------- |
| ۲۰۱۴ | مردان، زنان و کودکان     | دنی ونس              |                  |
| ۲۰۱۴ | میان‌ستاره‌ای              | نوجوانی تام کوپر     |                  |
| ۲۰۱۴ | بدترین دوستان            | نوجوانی سم           |                  |
| ۲۰۱۵ | یک و دو                  | زک                   |                  |
| ۲۰۱۵ | خاطرات آدرال             | نوجوانی استفان الیوت |                  |
| ۲۰۱۵ | عاشق کوپرها باش          | چارلی کوپر           |                  |
| ۲۰۱۶ | خانم استیونز             | بیلی میتمن           |                  |
| ۲۰۱۷ | مرا با نامت صدا کن       | الیو پرلمن           |                  |
| ۲۰۱۷ | شب‌های داغ تابستان        | دنیل میدلتون         |                  |
| ۲۰۱۷ | لیدی برد                 | کایل ایچیبل          |                  |
| ۲۰۱۷ | متخاصمان                 | فیلیپ دی‌جاردین       |                  |
| ۲۰۱۸ | پسر زیبا                 | نیک شف               |                  |
| ۲۰۱۹ | یک روز بارانی در نیویورک | گتسبی ولز            |                  |
| ۲۰۱۹ | پادشاه                   | هنری پنجم            |                  |
| ۲۰۱۹ | زنان کوچک                | تئودور «لوری» لارنس  |                  |
| ۲۰۲۱ | گزارش فرانسوی            | زفرعلی               |                  |
| ۲۰۲۱ | تل‌ماسه                   | پل اتریدیز           |                  |
| ۲۰۲۱ | مردی به نام اسکات        | خودش                 | مستند            |
| ۲۰۲۱ | بالا رو نگاه نکن         | کوئنتن               |                  |
| ۲۰۲۲ | استخوان‌ها و همه          | لی                   | همچنین تهیه‌کننده |
| ۲۰۲۳ | وانکا                    | ویلی وانکا           |                  |
| ۲۰۲۴ | تلماسه: بخش دو           | پل اتریدیز           |                  |
| ۲۰۲۴ | یک ناشناخته کامل         | باب دیلن             | همچنین تهیه‌کننده |
| ۲۰۲۵ | مارتی معظم               | مارتی                | همچنین تهیه‌کننده |
| ۲۰۲۶ | تلماسه: بخش سه           | پل اتریدیز           |                  |

### تلویزیون
| سال       | نام              | نقش                          | یادداشت              |
| --------- | ---------------- | ---------------------------- | -------------------- |
| ۲۰۰۹      | نظم و قانون      | اریک فولی                    | قسمت: «تعهد»         |
| ۲۰۰۹      | عاشق لیا         | جیک                          | فیلم تلوزیونی        |
| ۲۰۱۲      | دردهای سلطنتی    | لوک                          | ۴ قسمت               |
| ۲۰۱۲      | میهن             | فین والدن                    | ۸ قسمت               |
| ۲۰۲۰–۲۰۲۳ | پخش زنده شنبه شب | خودش (میزبان و حضور افتخاری) | ۳ قسمت               |
| ۲۰۲۲      | درون‌کهکشانی      | جیمی (صداپیشه)               | ویژه‌برنامه تلویزیونی |

### صحنه
| سال  | نام       | نقش          | یادداشت            |
| ---- | --------- | ------------ | ------------------ |
| ۲۰۱۱ | بلندها    | نیکلاس کلارک | تئاتر مک‌گین/کازاله |
| ۲۰۱۶ | پسر ولخرج | جیم کوین     | باشگاه تئاتر منتهن |

## جوایز
| سال  | جایزه                  | فیلم               | شاخه                        | نتیجه    |
| ---- | ---------------------- | ------------------ | --------------------------- | -------- |
| ۲۰۱۷ | بفتا                   | خودش               | جایزه ستاره نوظهور          | نامزدشده |
| ۲۰۱۷ | بفتا                   | مرا با نامت صدا کن | بهترین بازیگر نقش اول مرد   | نامزدشده |
| ۲۰۱۷ | اسکار                  | مرا با نامت صدا کن | بهترین بازیگر نقش اول مرد   | نامزدشده |
| ۲۰۱۷ | گلدن گلوب              | مرا با نامت صدا کن | بهترین بازیگر مرد فیلم درام | نامزدشده |
| ۲۰۱۸ | اتحادیه بازیگران سینما | مرا با نامت صدا کن | بهترین بازیگر نقش اول مرد   | نامزدشده |
| ۲۰۱۸ | انتخاب منتقدین         | مرا با نامت صدا کن | بهترین بازیگر نقش اول مرد   | نامزدشده |
| ۲۰۱۹ | انتخاب منتقدین         | پسر زیبا           | بهترین بازیگر نقش مکمل مرد  | نامزدشده |